# 마쓰다이라 노부요시 (1824년)
마쓰다이라 노부요시(일본어: 松平信義, 1824년 ~ 1866년 3월 15일)는 단바 가메야마 번 제7대 번주이자 에도 막부의 노중이다.
1824년(분세이 7년), 단바 가메야마 번의 분가인 하타모토 마쓰다이라 쓰네히로(松平庸煕)의 장남으로 태어났다. 본가의 제6대 번주 마쓰다이라 노부히데의 양자가 되어, 1843년 3월 9일(덴포 14년 2월 9일) 노부히데의 은거로, 가독을 이어 제7대 번주가 된다.
사쿠라다 문 밖의 변, 사카시타 문 밖의 변 등으로 막말의 정세가 불안한 시기가 되고, 노부요시는 양부 노부히데가 이이 나오스케의 인척이었던 관계로부터 안세이 대옥에 협력했던 경위로 미토번 낭사(浪士)들의 테러의 대상이 되었다. 1861년(분큐 원년 6월), 미토 번사 오치아이 유노스케(落合慵之助)는 노부요시가 영내로 들어갈 때에 살해하려 했으나 미수에 그쳤다. 유노스케는 포박되어 이마바리번에 맡겨졌다.
그 뒤에는 나마무기 사건과 그 배상금 문제, 사쓰에이 전쟁 등의 사후처리로 영국과의 교섭에 임했다. 1862년 6월 6일(분큐 2년 5월 10일)의 양이(攘夷) 결행의 전후에는 병이라 칭하고 도영(途営)하지 않는 등, 재임 말기가 되자 책임 회피가 눈에 띄게 되고, 1863년(분큐 3년)에는 사임한다.
1866년(게이오 2년), 가독을 양자인 마쓰다이라 노부마사에게 양도하고 은거하지만, 직후인 3월 15일(음력 1월 29일)에 죽었다. 향년 43세.